# 신풍제약
신풍제약(Shin Poong Pharmaceutical, 新豊製藥株式會社)은 대한민국의 제약 회사이다. 

## 역사
- 2022년 창립 60주년
- 2021년 건강기능식품 브랜드 애드마일스 론칭
- 2021년 건강기능식품사업부 신설
- 2016년 신풍제약 창업주 송암 장용택 명예회장 별세
- 2012년 창립 50주년
- 2011년 세계 최초의 말라리아 예방 치료제 "피라맥스" 출시
- 2002년 창립 40주년
- 1999년 WHO와 유니세프 후원, "국제 헬스케어컨퍼런스" 신풍 기생충구제사업 사례 발표
- 1996년 베트남 호치민 시에 "신풍대우파마베트남" 합작공장설립
- 1995년 신풍제약 장창보 회장 별세
- 1995년 중국 천진 시에 "천진신풍제약유한공사" 합작공장설립
- 1995년 혈전용해제 명심이 수출 개시
- 1992년 창립 30주년
- 1991년 혈전용해제 명심 시판
- 1989년 활성비타민 바로코민 시판
- 1989년 기존 제품명을 아파간을 아파간에이을 재시판
- 1987년 마시는 두통약 아파간 시판
- 1986년 기존 사명을 신풍제약사를 현재 사명인 신풍제약주식회사를 법인체 전환 (1987년 새해에는 현 CI는 지구와 S자의 사용)
- 1983년 간,폐 디스토마 치료제 "Praziquantel(프라지콴텔)”원료합성 성공에 이어 디스토시드 시판
- 1982년 아프리카 수단 시에 "수단CMG" 합작공장설립
- 1982년 신경통치료제 로시덴캅셀 시판
- 1982년 경기도 안산시 반월공단 내 신풍제약 KGMP공장 준공
- 1982년 창립 20주년
- 1981년 활성비타민 바이코민 시판
- 1979년 간장질환제 바이헤파 시판
- 1974년 원료의약품제조업 허가취득(보사부)
- 1972년 창립 10주년
- 1964년 구충제 필파 시판
- 1962년 신풍제약사으로 설립하였다

## 제품소개

### 일반의약품
- 바로코민/바로코민골드
- 로시덴겔
- 유타렌정
- 징코리프

### 전문의약품
- 로시덴주
- 디스토시드
- 테몰드캡슐
- 디발탄/디발탄플러스
- 에스티아민
- 돔필정
- 디스피드정
- 피라맥스

### 의료기기
- 메디커튼
- 콜라탬프G
- 뮤코사민솔루션

### 건강기능식품
- 포스트바이오틱스 10억 유산균 (제조원 : ㈜메디오젠)
- 알티지 오메가3 (제조원 : ㈜한미양행)
- 루테인지아잔틴
- 칸휴 밀크씨슬
- 칼슘마그네슘D (제조원 : ㈜파마피아)
- 속편한 중성비타민C1000 (제조원 : ㈜허브큐어)
- 피부보습 세라마이드 (제조원 : ㈜한국씨앤에스팜)
- 저분자 콜라겐1500 (제조원 : ㈜한국씨앤에스팜)
- 애드마일스 (제조원 : 코스멕스엔비티㈜, ㈜노바렉스, ㈜한미양행, ㈜네추럴웨이, ㈜파마피아)

### 기타
- 벨라로즈 (제조원 : 코엔에프(유) )

## 공장 및 연구소 현황
- 제1공장 : 경기도 안산시 단원구 원시로 7
- 제2,3공장 : 경기도 안산시 단원구 산단로 19번길 70
- 제4공장 : 충청북도 청주시 흥덕구 오송읍 오송생명5로 41-15
- 제제연구소 : 경기도 안양시 동안구 시민대로 401 대륭테크노타운 15차 1203호 (신풍제약)